# 城親冬
城 親冬（じょう ちかふゆ）は、戦国時代の武将。大友氏家臣。

## 経歴・人物
天文19年（1550年）大友氏に従い菊池義武と戦い、以後隈本城主として飽田・託麻二郡を支配する。永禄の頃、隠棲し嫡子の親賢に家督を譲る。のち出家して行西を称し、徳栄寺を開く。